# Aeródromo de Dolores
El Aeródromo Provincial Jorge Newbery o simplemente Aeródromo de Dolores (FAA: DOL - OACI: SAZD), está ubicado a 4 km al oeste del centro de la ciudad de Dolores, en la provincia de Buenos Aires, Argentina.
Sus coordenadas son: latitud 36° 19' 02" S y longitud 57° 42' 58" O.

## Ubicación
El aeródromo está ubicado al oeste de la ciudad de Dolores, a unos 4 kilómetros del centro de la misma.
Se accede girando a la derecha desde la Autovía 2 al llegar al acceso a la ciudad de Dolores por la avenida Lamadrid si se llega desde Buenos Aires, o cruzando el puente de dicha avenida sobre la autopista si se llega desde Dolores o Mar del Plata; para luego tomar en ambos casos el Camino Fuerza Aérea Argentina hasta trasponer las vías del FCGR y luego girar a la izquierda accediendo al mismo.

## Historia
El Aero Club Dolores fue fundado en 1929, por un grupo de entusiastas de la aviación. Hacia 1937 comenzaron los vuelos en planeador, que más tarde fueron abandonados por orden de la Dirección de Aviación Civil, llegando en ese momento a construirse dos planeadores “primarios” remolcados por automóviles.
Con el correr del tiempo el Aero Club se proyectó como una de las instituciones más importantes de toda la zona en materia aviación. Propició la creación de muchos aeroclubes de los alrededores como Maipú, San Clemente, Lavalle, Conesa, Madariaga entre otras, ya que hasta la consolidación de las rutas 11 y 63, desde el aeroclub Dolores se realizaban diariamente vuelos a La Costa Atlántica y alrededores con diarios, cartas, medicamentos y pasajeros.
Durante los años 80 y las fatídicas inundaciones que azotaron la zona, el aeroclub cumplió un activo rol, trasladando pasajeros y entregando víveres a donde ningún otro medio podía llegar. Se operaba desde la ruta 63 y fueron miles de personas las que se vieron beneficiadas.
A mediados de los años 80 se incorporó un planeador Blanik L13 de entrenamiendo de pilotos y un avión remolcador, Aero Boero 180. Con dicho equipo se retomó la escuela de vuelo a vela. Tiempo más tarde se sumaron un Grunau Baby 3, un Schleicher K6cr, un Phoebus, un Jantar 2b y un STD Austria.

## Actividad
Actualmente la actividad de vuelo, se compone de aviones civiles y planeadores, es una de las bases del "Operativo Sol", y de numerosos vuelos sanitarios y gubernamentales. La escuela de vuelo a motor cuenta con el histórico Piper Pa11 matrícula LV-YOO, y un Cessna 150 matrícula LV-LFN. Además, para vuelos de paseo y viajes se utiliza un Piper PA28 , denominado Juan Fassari.